# Grand Prix moto de Grande-Bretagne 1998
Le Grand Prix moto de Grande-Bretagne 1998 est le huitième rendez-vous de la saison 1998 du championnat du monde de vitesse moto. Il s'est déroulé sur le circuit de Donington Park du 3 au 5 juillet 1998.
C'est la 23e édition du Grand Prix moto de Grande-Bretagne.

## Classement 500 cm3
| Pos  | Pilote                   | Constructeur | Temps/Écart     | Points |
| ---- | ------------------------ | ------------ | --------------- | ------ |
| 1    | Simon Crafar             | Yamaha       | 46 min 45 s 662 | 25     |
| 2    | Mickael Doohan           | Honda        | +11 s 530       | 20     |
| 3    | Norifumi Abe             | Yamaha       | +17 s 924       | 16     |
| 4    | Àlex Crivillé            | Honda        | +22 s 933       | 13     |
| 5    | Alex Barros              | Honda        | +23 s 430       | 11     |
| 6    | Max Biaggi               | Honda        | +35 s 214       | 10     |
| 7    | Nobuatsu Aoki            | Suzuki       | +53 s 997       | 9      |
| 8    | Régis Laconi             | Yamaha       | +1 min 08 s 211 | 8      |
| 9    | Jurgen van den Goorbergh | Honda        | +1 min 39 s 256 | 7      |
| 10   | Scott Smart              | Honda        | +1 tour         | 6      |
| 11   | Bernard Garcia           | Honda        | +1 tour         | 5      |
| 12   | John McGuinness          | Honda        | +1 tour         | 4      |
| 13   | Garry McCoy              | Honda        | +1 tour         | 3      |
| 14   | Fernando Cristobal       | Honda        | +1 tour         | 2      |
| 15   | Fabio Carpani            | Honda        | +2 tours        | 1      |
| Abd. | Sete Gibernau            | Honda        | Abandon         |        |
| Abd. | Kenny Roberts Jr         | Modenas      | Abandon         |        |
| Abd. | Matt Wait                | Honda        | Abandon         |        |
| Abd. | Eskil Suter              | Muz-Weber    | Abandon         |        |

## Classement 250 cm3
| Pos  | Pilote              | Constructeur | Temps/Écart     | Points |
| ---- | ------------------- | ------------ | --------------- | ------ |
| 1    | Loris Capirossi     | Aprilia      | 42 min 55 s 085 | 25     |
| 2    | Tetsuya Harada      | Aprilia      | +5 s 682        | 20     |
| 3    | Stefano Perugini    | Honda        | +38 s 003       | 16     |
| 4    | Tohru Ukawa         | Honda        | +38 s 349       | 13     |
| 5    | Haruchika Aoki      | Honda        | +38 s 461       | 11     |
| 6    | Jason Vincent       | TSR-Honda    | +39 s 084       | 10     |
| 7    | Jeremy McWilliams   | TSR-Honda    | +51 s 804       | 9      |
| 8    | Takeshi Tsujimura   | Yamaha       | +58 s 946       | 8      |
| 9    | Luis d'Antin        | Yamaha       | +1 min 18 s 487 | 7      |
| 10   | José Luis Cardoso   | Yamaha       | +1 min 19 s 432 | 6      |
| 11   | Noriyasu Numata     | Suzuki       | +1 min 24 s 101 | 5      |
| 12   | Roberto Rolfo       | TSR-Honda    | +1 min 25 s 956 | 4      |
| 13   | Johann Stigefelt    | Suzuki       | +1 min 26 s 887 | 3      |
| 14   | William Costes      | Honda        | +1 min 29 s 510 | 2      |
| 15   | Yasumasa Hatakeyama | ERP-Honda    | +1 min 35 s 487 | 1      |
| 16   | Jamie Robinson      | Yamaha       | +1 min 38 s 052 |        |
| 17   | Julien Allemand     | Honda        | +1 tour         |        |
| 18   | Shane Norval        | Honda        | +1 tour         |        |
| Abd. | Callum Ramsay       | Honda        | Abandon         |        |
| Abd. | Woolsey Coulter     | Honda        | Abandon         |        |
| Abd. | Gary May            | Aprilia      | Abandon         |        |
| Abd. | Sebastian Porto     | Aprilia      | Abandon         |        |
| Abd. | Paul Jones          | Aprilia      | Abandon         |        |
| Abd. | Valentino Rossi     | Aprilia      | Abandon         |        |
| Abd. | Ivan Clementi       | Yamaha       | Abandon         |        |
| Abd. | Jurgen Fuchs        | Aprilia      | Abandon         |        |

## Classement 125 cm3
| Pos  | Pilote             | Constructeur | Temps/Écart     | Points |
| ---- | ------------------ | ------------ | --------------- | ------ |
| 1    | Kazuto Sakata      | Aprilia      | 43 min 48 s 777 | 25     |
| 2    | Mirko Giansanti    | Honda        | + 0 s 431       | 20     |
| 3    | Youichi Ui         | Yamaha       | +4 s 600        | 16     |
| 4    | Marco Melandri     | Honda        | +5 s 197        | 13     |
| 5    | Masaki Tokudome    | Aprilia      | +5 s 598        | 11     |
| 6    | Lucio Cecchinello  | Honda        | +6 s 517        | 10     |
| 7    | Gino Borsoi        | Aprilia      | +20 s 153       | 9      |
| 8    | Frédéric Petit     | Honda        | +22 s 334       | 8      |
| 9    | Gianluigi Scalvini | Honda        | +31 s 971       | 7      |
| 10   | Ivan Goi           | Aprilia      | +37 s 432       | 6      |
| 11   | Arnaud Vincent     | Aprilia      | +39 s 361       | 5      |
| 12   | Angel Nieto Jr     | Aprilia      | +39 s 559       | 4      |
| 13   | Federico Cerroni   | Aprilia      | +43 s 031       | 3      |
| 14   | Emilio Alzamora    | Aprilia      | +43 s 714       | 2      |
| 15   | Hiroyuki Kikuchi   | Honda        | +44 s 370       | 1      |
| 16   | Enrique Maturana   | Yamaha       | +44 s 473       |        |
| 17   | Leon Haslam        | Honda        | +1 min 21 s 216 |        |
| 18   | Andrea Iommi       | Honda        | +1 min 24 s 783 |        |
| Abd. | David Mateer       | Honda        | Abandon         |        |
| Abd. | Jaroslav Huleš     | Honda        | Abandon         |        |
| Abd. | Yoshiaki Katoh     | Yamaha       | Abandon         |        |
| Abd. | Jeronimo Vidal     | Aprilia      | Abandon         |        |
| Abd. | Roberto Locatelli  | Honda        | Abandon         |        |
| Abd. | Tomomi Manako      | Honda        | Abandon         |        |
| Abd. | Christian Manna    | Yamaha       | Abandon         |        |
| Abd. | Chris Palmer       | Honda        | Abandon         |        |
| Abd. | Steve Jenkner      | Aprilia      | Abandon         |        |
| Abd. | John Pearson       | Honda        | Abandon         |        |
| Abd. | Masao Azuma        | Honda        | Abandon         |        |